# Halima Sadaf Karimi
Halima Sadaf Karimi (Afeganistão) é uma política e ex-parlamentar afegã.
Formada em Ciências Políticas e Economia, Halima Sadaf Karimi foi a única mulher parlamentar afegã da minoria dos uzbeques, pela província de Josjã. Os talibãs mataram seu irmão mais novo em 2020. Ativista pelos direitos das mulheres, ela foi perseguida pelos talibãs quando eles voltaram ao poder em 2021. Criticou a passividade do governo afegão e da comunidade internacional ante os ataques talibãs em Agosto de 2021.
Em 2021, a BBC a incluiu na lista das 100 mulheres mais inspiradoras do mundo.